# Michel-Angelo Cambiaso
Pour les articles homonymes, voir Cambiaso.
Michel-Angelo Cambiaso (né le 2 septembre 1738 à Gênes - mort dans la même ville le 13 mars 1813) était un homme politique italien, qui fut doge de la République de Gênes, et sénateur français sous le Premier Empire.

## Biographie
Ses parents étaient Francesco Gaetano Cambiaso et Caterina Tassorello.
Michel-Angelo Cambiaso dirige, en tant que doge, la République de Gênes du 3 septembre 1791 au 3 septembre 1793.
Le 5 et 6 juin 1797 (17 et 18 prairial an V), en tant que représentant du petit conseil de la république de Gênes, il signe une convention secrète avec Napoléon, entre la république française et la république de Gênes, à Montebello.
Il est nommé le 26 octobre 1805 (4 brumaire an XIV) membre du Sénat conservateur et fut créé comte de l'Empire le 28 janvier 1809.

## Titres
- Comte Cambiaso et de l'Empire (lettres patentes du 28 janvier 1809, Paris[2]) ;

## Armoiries
| Figure | Blasonnement |
|        | Armes du comte de Cambiaso et de l'Empire De gueules à l'échelle d'or en pal terrassé de même et accostée de deux chiens contre rampants aussi d'or, quartier des comtes sénateurs. - Livrées : les couleurs de l'écu. |

## Source
- « Michel-Angelo Cambiaso », dans Adolphe Robert et Gaston Cougny, Dictionnaire des parlementaires français, Edgar Bourloton, 1889-1891 [détail de l’édition].